# 克里斯提安·弗里德里希·尚班
克里斯提安·弗里德里希·尚班，HFRSE（德語：Christian Friedrich Schönbein，1799年10月18日—1868年8月29日），德裔瑞士化學家，1845年制出了硝化纖維，1840年發現了臭氧。

## 生平
克里斯提安·弗里德里希·尚班出生于符腾堡公國麦琴根。大约13岁時成為伯布林根一家化学制药公司的實習學徒。通过自己的努力获得了足够的科学知识與技能，在蒂宾根通過了化學教授的考試。經過一系列的搬遷和大學學習之後，1828年终于在巴塞尔大学获得了一个职位，1835年成為全职教授。他一直待在那儿直到1868年去世，葬在巴塞尔。

## 燃料電池
1839年，尚班的燃料电池理论被發表于《哲學雜誌》。

## 臭氧
在巴塞爾大學进行水的电解實驗時，尚班覺察到實驗室中有一種特殊的氣味。這個氣味讓尚班意識到實驗中有新的產物生成。因為有明顯的氣味，尚班創造了"ozone"這個詞來命名這種新氣體，來源與希臘詞"ozein"，意思是"臭味"。尚班在1840年的出版物中描述了他的发现。后来他還發現臭氧的氣味与白磷緩慢氧化產生的氣味相似。
尚班發現臭氧的气味与闪电雷暴附近的氣味相同，这表明大气中存在臭氧。

## 爆炸物
尚班偶爾會在家裡的廚房進行實驗，即使他的妻子禁止他這麼做。1845年的一天，他的妻子外出了，他弄洒了硝酸和硫酸的混合物。他用妻子的棉围裙擦干后把围裙挂在炉子上烘干，竟发现布料自行点燃并迅速烧盡了。
尚班意識到可能是新的化合物。一般的黑火药在过去數百年間，在战场上占据了主要地位，而爆炸生成浓浓的烟雾，使枪炮手被熏黑，使各種大炮和輕武器變得烏黑，并覆蓋了整個战场。由於硝化纖維被看作是一種"无烟的火藥"與發射槍砲的推進剂，因此得名"guncotton"。
最初尝试制造用于军事用途的硝化纖維失败了，因为工厂極易爆炸，主要在於硝化纖維的燃烧速度過快。直到1884年，保羅·維埃利成功改造出無煙火藥命名為"Poudre B"。後來在1891年，詹姆斯·杜瓦與弗雷德里克·奥古斯都·阿贝尔还设法将膠狀的硝化纖維转变成安全的混合物，稱作线状无烟火药，因为它可以在干燥之前擠壓成细长的绳線。

## 紀念
1990年10月10日德國卡爾·史瓦西天文台發現的小行星19992以他命名。

## 精选著作
- The Letters of Faraday and Schoenbein 1836-1862 London: Williams & Norgate 1899.[9]
- The Letters of Jöns Jakob Berzelius and Christian Friedrich Schönbein, 1830-1847 London: Williams & Norgate 1900.

## 扩展阅读
- Brown G. I. The Big Bang: A History of Explosives, Sutton Publishing; 1998 (ISBN 07509379200750937920)
- Rubin, Mordecai B.  (PDF). Bull. Hist. Chem. 2001, 26 (1)  [2008-02-28]. （原始内容 (PDF)存档于2008-04-11）.
- Meldola, R. . Nature. 1900, 62 (1596): 97. doi:10.1038/062097a0.
- Hagenbach, Eduard. . 1868.
- .  (第11版). London. 1911.